# غیل (روستا)
 سید مهدی نصیری دون  (در عربی:  الغَیل)
نام روستایی است در دهستان بَنُو فایَش از توابع استان جَوف در کشور یمن در شبه جزیره عربستان.

## جمعیت
جمعیت آن (۵۵ ) نفر (۵ خانوار) می‌باشد.